# Dangila (woreda)
Cet article concerne le woreda. Pour la ville, voir Dangila.
Dangila est l’un des 105 woredas de la région Amhara, en Éthiopie.